# Płocka (stacja metra)
Płocka – stacja linii M2 metra w Warszawie. Znajduje się w dzielnicy Wola przy ul. Płockiej, na południe od skrzyżowania z ul. Wolską. 
W październiku 2015 wybrano wykonawcę stacji, we wrześniu 2016 wydano pozwolenie na budowę. Stacja została otwarta 4 kwietnia 2020.

## Lokalizacja
Stacja jest pierwszą stacją na odcinku zachodnim II linii warszawskiego metra licząc od stacji Rondo Daszyńskiego, będącej stacją końcową odcinka centralnego. Jest zlokalizowana po południowej stronie skrzyżowania ulic Wolskiej i Płockiej w dzielnicy Wola.

## Historia

### Projekt
26 listopada 2011 ogłoszono konkurs na wykonanie koncepcji architektoniczno-budowlanej I etapu odcinka zachodniego i wschodniego-północnego II linii warszawskiego metra. 25 czerwca 2012 został on rozstrzygnięty, a 21 września 2012 podpisano umowy ze zwycięzcami. Zadanie zaprojektowania 3 stacji na odcinku zachodnim otrzymało Biuro Projektów „Metroprojekt”. Stacja figurowała wówczas pod roboczą nazwą Wolska oraz nosiła oznaczenie C8.
8 marca 2015 został uruchomiony centralny odcinek linii metra M2 w Warszawie. Wcześniej, bo 15 października 2014, gdy odcinek centralny był w trakcie odbiorów, ogłoszono przetarg na jego wydłużenie o 3 stacje z każdej strony. 10 sierpnia 2015 otwarto oferty złożone w postępowaniu na rozbudowę „3+3”, a 29 października Metro Warszawskie dokonało wyboru wykonawców odcinka zachodniego i wschodniego-północnego. Wykonawstwo stacji, której nadano wówczas nazwę Płocka, powierzono przedsiębiorstwu Gülermak.

### Budowa

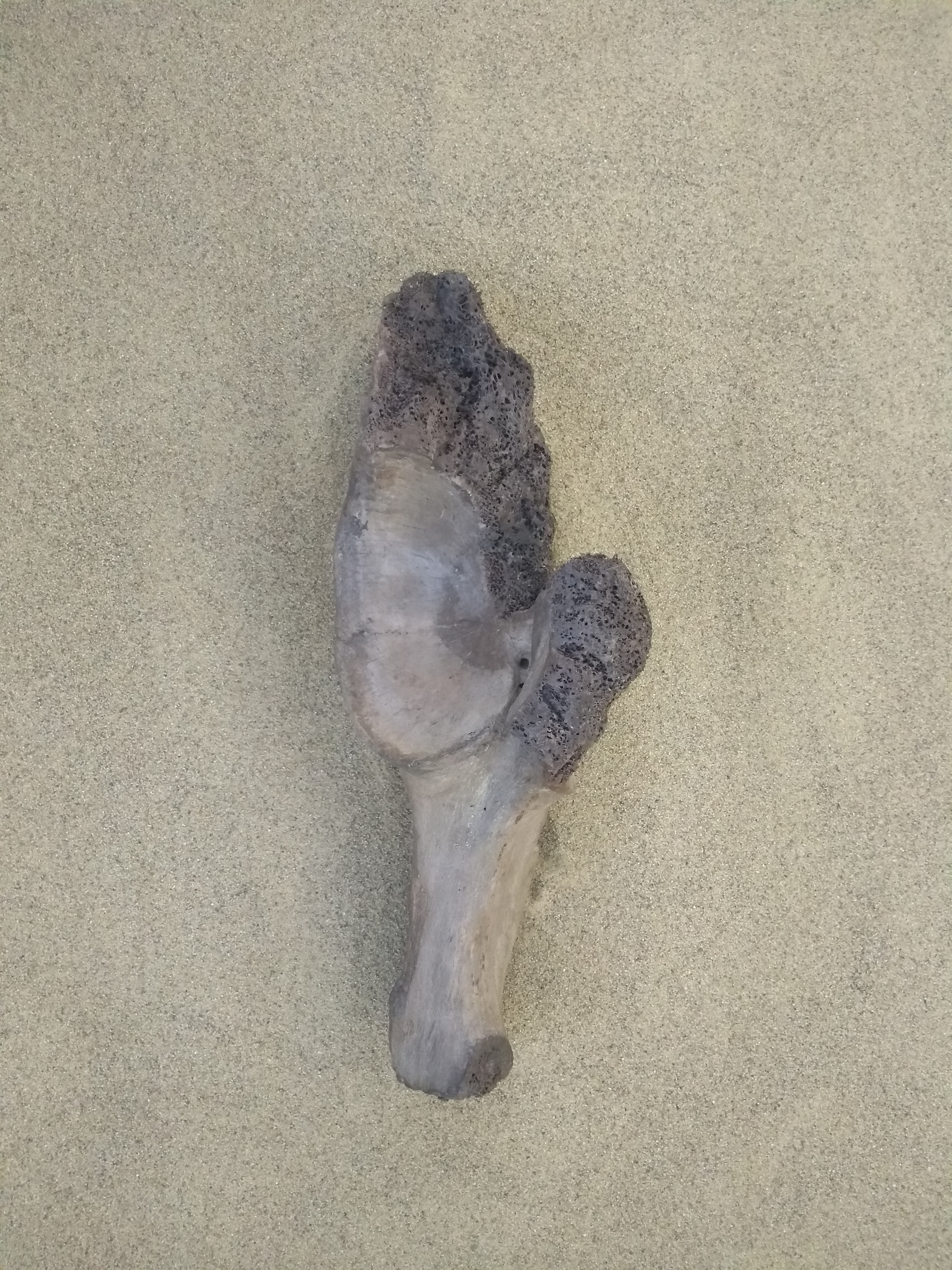
Replika kości słonia leśnego prezentowana w gablocie podłogowej na stacji metra

W marcu 2015, w trakcie postępowania przetargowego na budowę stacji, planowano, że jej realizacja zostanie zakończona w 2019. Na początku sierpnia 2016, mimo opóźnień spowodowanych błędami w dokumentacji, Metro Warszawskie podtrzymywało tę wersję. W połowie września natomiast w mediach pojawiła się wersja, że stacja może zostać otwarta w 2020.
20 września obiekt otrzymał pozwolenie na budowę, zaś 29 września podpisano umowę na realizację stacji, która powinna zostać ukończona w 2019.
Do końca 2016 nie wykonano żadnych prac w związku ze stacją Płocka. Dopiero na początku stycznia 2017 poinformowano, że prace przygotowawcze w okolicy tego obiektu rozpoczną się 9 stycznia. W I połowie tego miesiąca wygrodzono część terenu budowy i przycięto drzewostan oraz kończono wznoszenie punktu informacyjnego. Wówczas zakładano, że zasadnicze prace zostaną rozpoczęte około marca-kwietnia. 30 stycznia otwarto tymczasowy punkt informacyjny oraz zatwierdzono czasową organizację ruchu związaną z pracami przy stacji Płocka, którą planowano wówczas wprowadzić 3 lutego. 22 lutego natomiast w okolicach budowy stacji otwarto docelowy punkt informacyjny. 8 kwietnia, w związku z rozpoczęciem właściwych prac przy budowie stacji, zamknięta została ul. Płocka. Przez pierwsze miesiące realizowano prace związane z przekładaniem instalacji podziemnych. W czerwcu rozpoczęto głębienie ścian szczelinowych.
Podczas budowy znaleziono kości miednicy oraz fragmenty kończyn około dwudziestoletniej samicy słonia leśnego sprzed 115–132 tysięcy lat. 31 marca 2020 zamontowano repliki kości miednicy słonia na poziomie -1 stacji oraz tablicę pamiątkową.
Długość stacji wynosi 163,6 m, a kubatura obiektu – 59 198 m³. W jej wystroju dominują kolory miedzi i brązu, co ma stanowić nawiązanie do przemysłowej historii Woli. Architekci wykorzystali motyw urządzeń elektronicznych i układów scalonych produkowanych w wolskich Zakładów Radiowych im. Marcina Kasprzaka. Dlatego na ścianach zostały zamontowane miedziane płyty, a na stropie panele szklane z układami graficznymi nawiązującymi do schematu układu scalonego. Do układu scalonego nawiązuje również neonowy napis z nazwą stacji.
Stacja została otwarta, wraz ze stacjami Młynów i Księcia Janusza, 4 kwietnia 2020. W grudniu 2020 wszystkie trzy stacje uzyskały nominację do Nagrody im. Miesa van der Rohe.

## Galeria

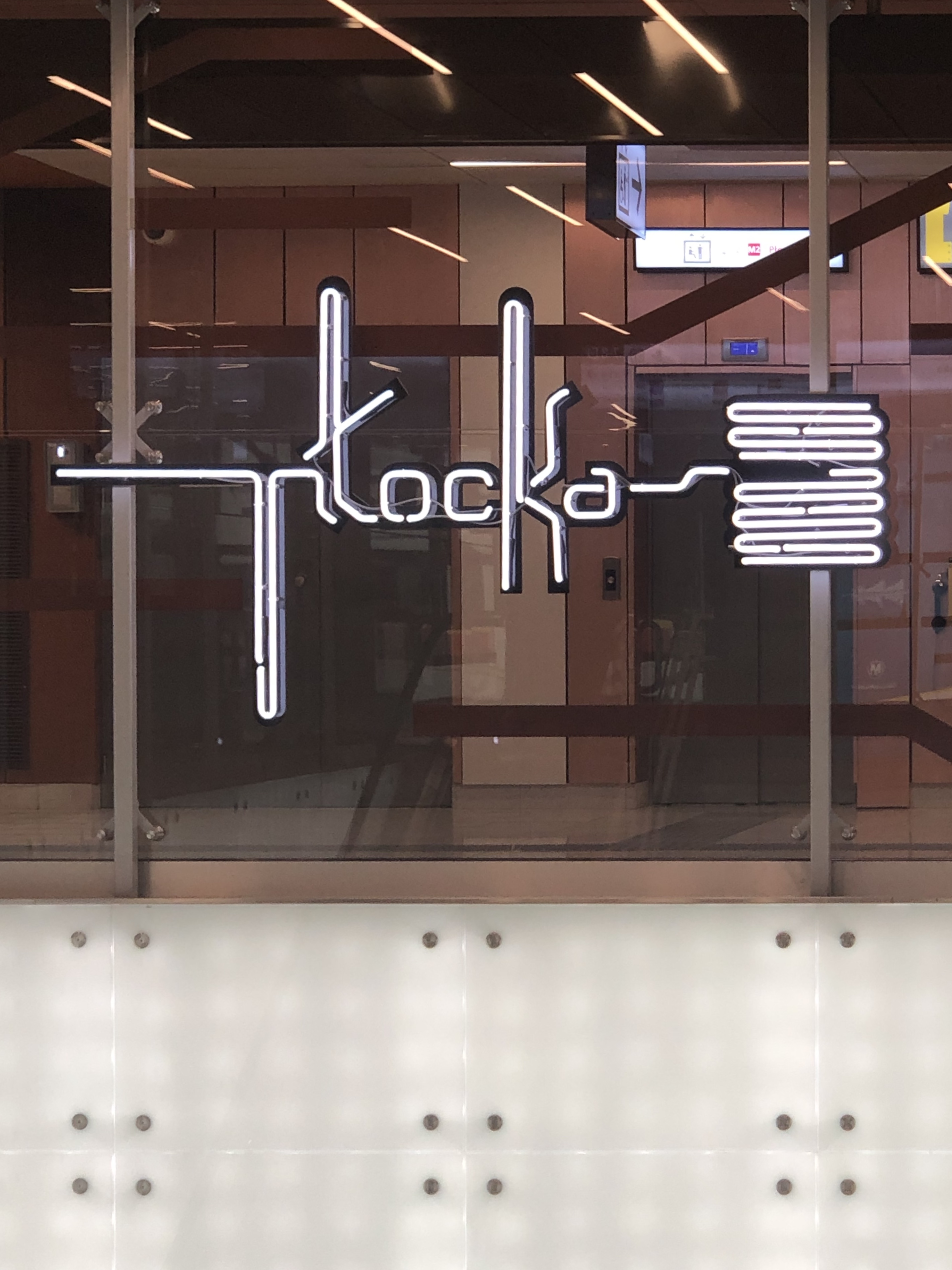
Neon z nazwą stacji
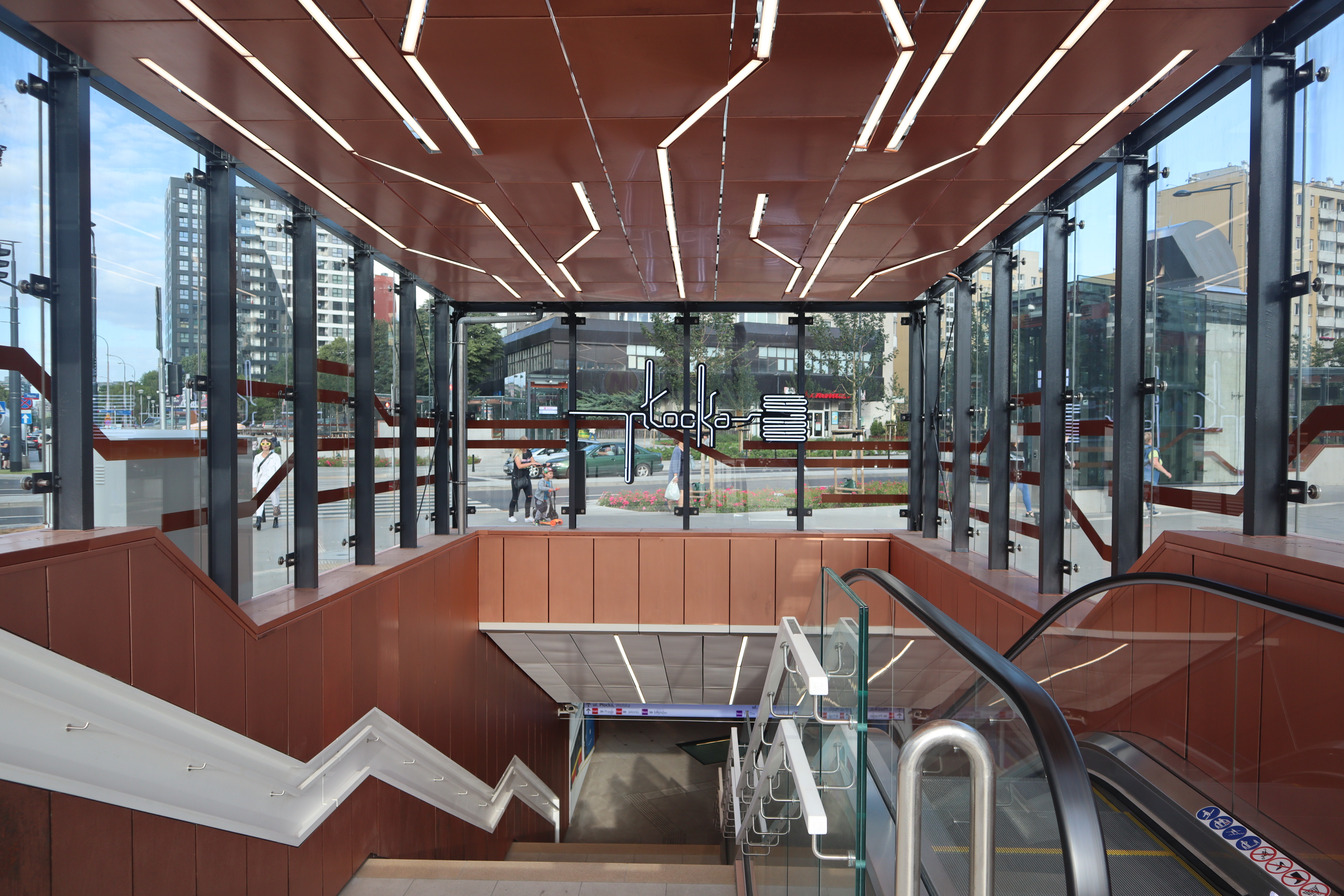
Wejście
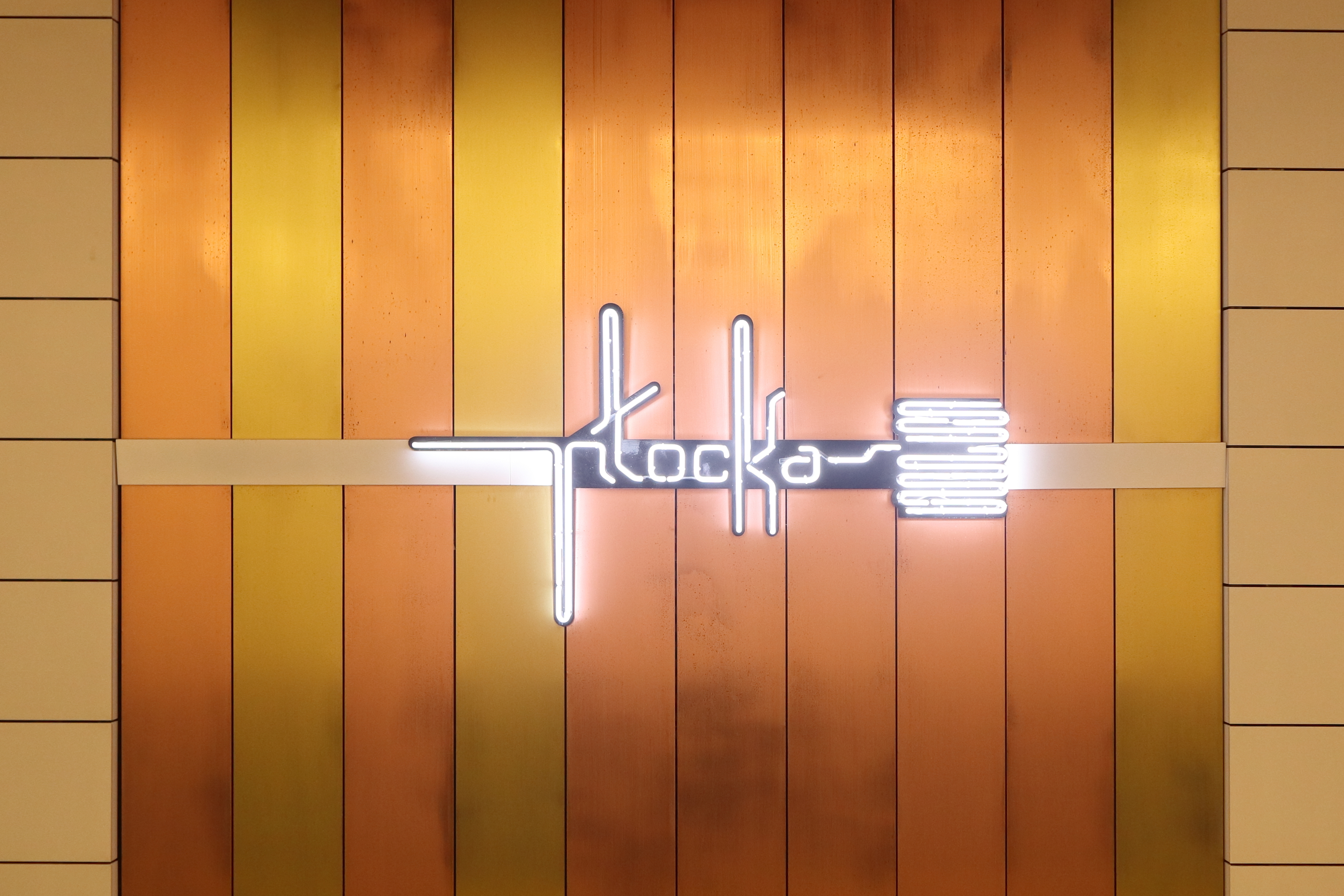
Neon z nazwą stacji
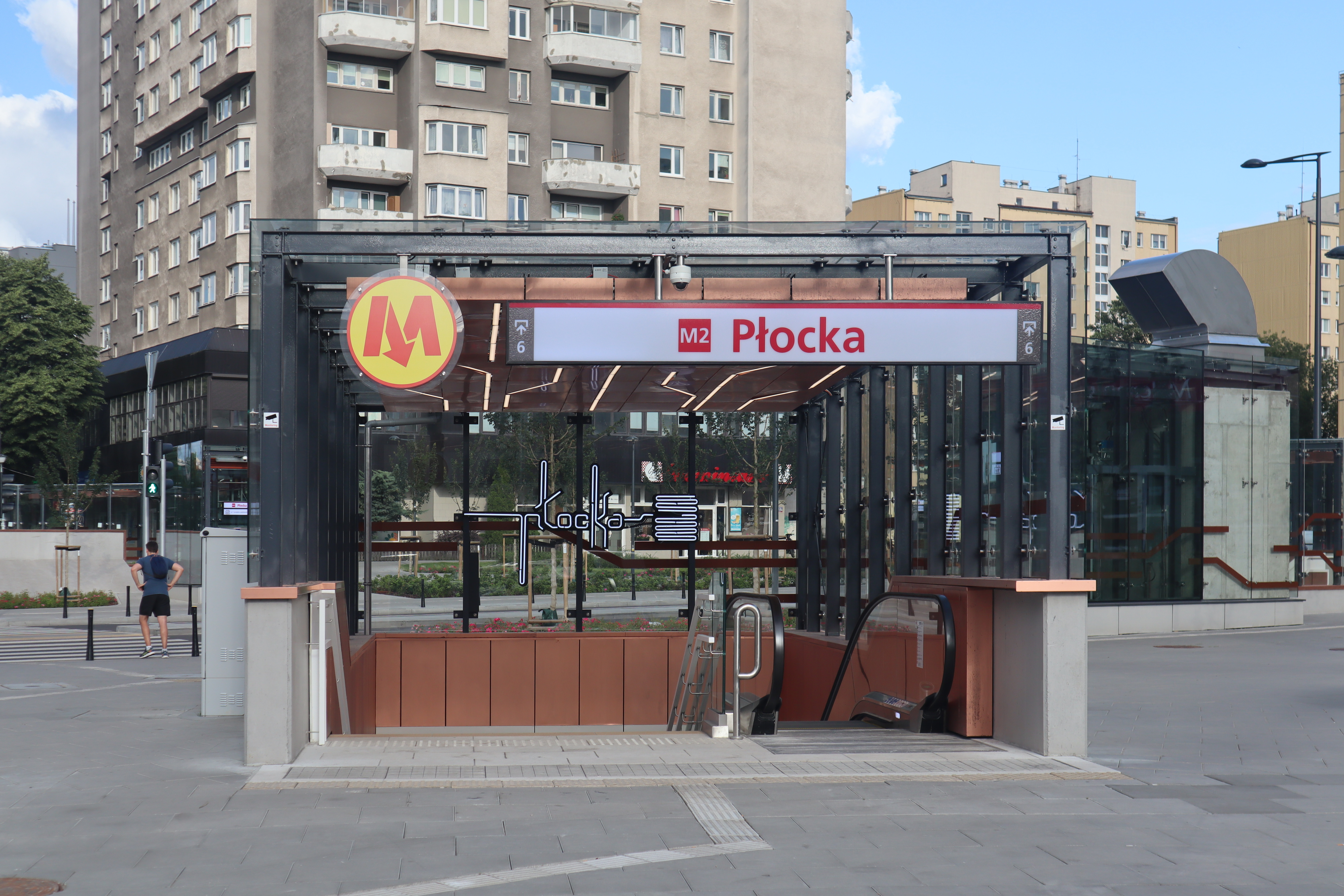
Wejście
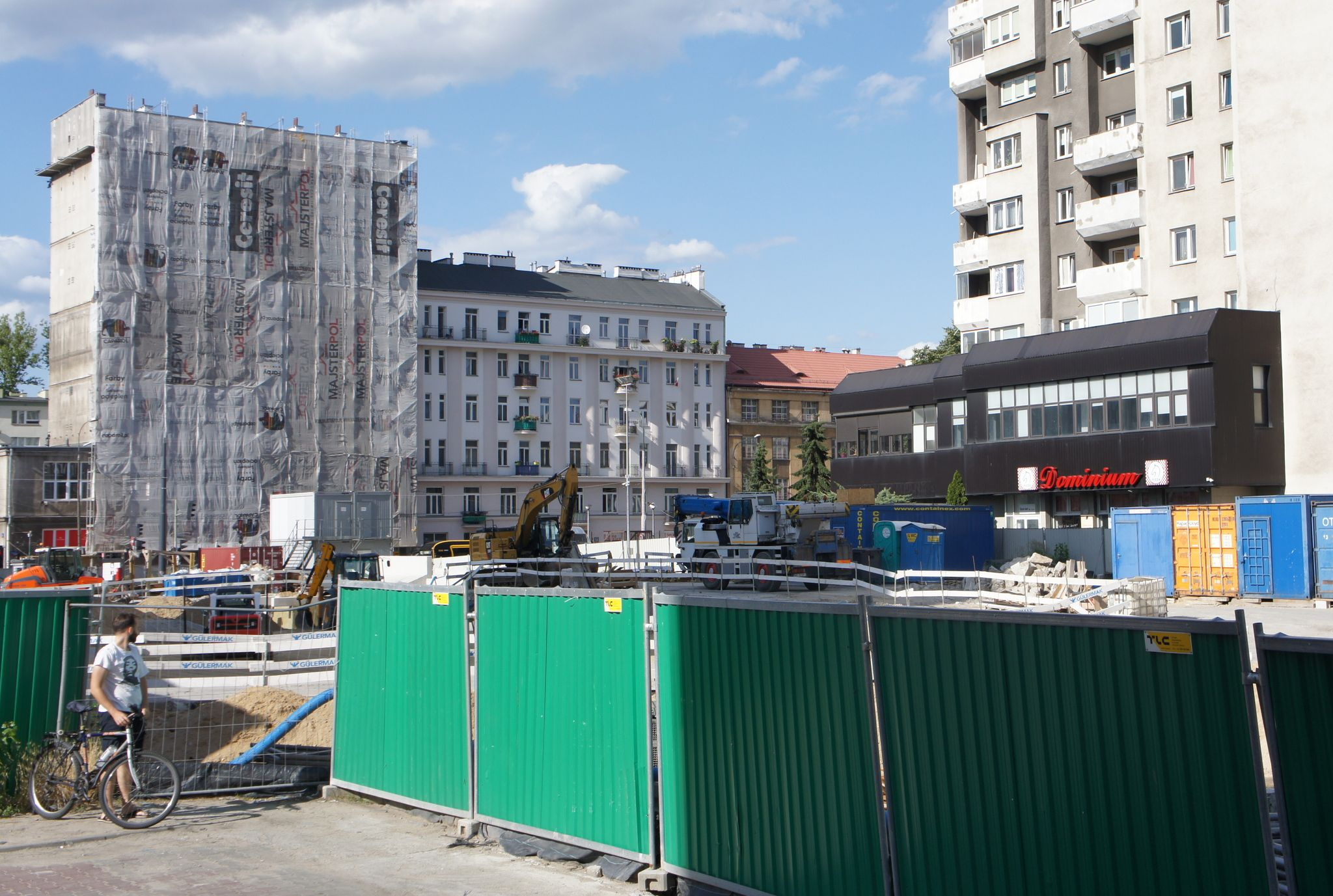
Teren budowy stacji (sierpień 2019).